# La Nigérienne
"La Nigérienne" (em português: A nigerina) foi o primeiro hino nacional do Níger, adotado oficialmente em 1961, um ano após a independência do país, e substituído por outro hino em 2019. A música foi composta por Robert Jacquet e Nicolas Abel François Frionnet e a letra foi escrita por Maurice Albert Thiriet.
Em 21 de novembro de 2019, o Presidente da República, Mahamadou Issoufou, anunciou a mudança do hino nacional. Um comitê presidido pelo primeiro-ministro Birgi Rafini foi "encarregado de refletir sobre o hino atual, fornecendo correções" e "se possível, encontrar um novo hino que respondesse ao contexto atual do Níger". Criado em 2018, foi composto por vários membros do governo e cerca de quinze "especialistas com experiência em composição musical". Para Assamana Malam Issa, Ministro da Renascença Cultural, o novo hino "galvaniza a população" e é "uma espécie de grito de guerra para tocar nossa fibra patriótica".